# Cine de ciencia ficción

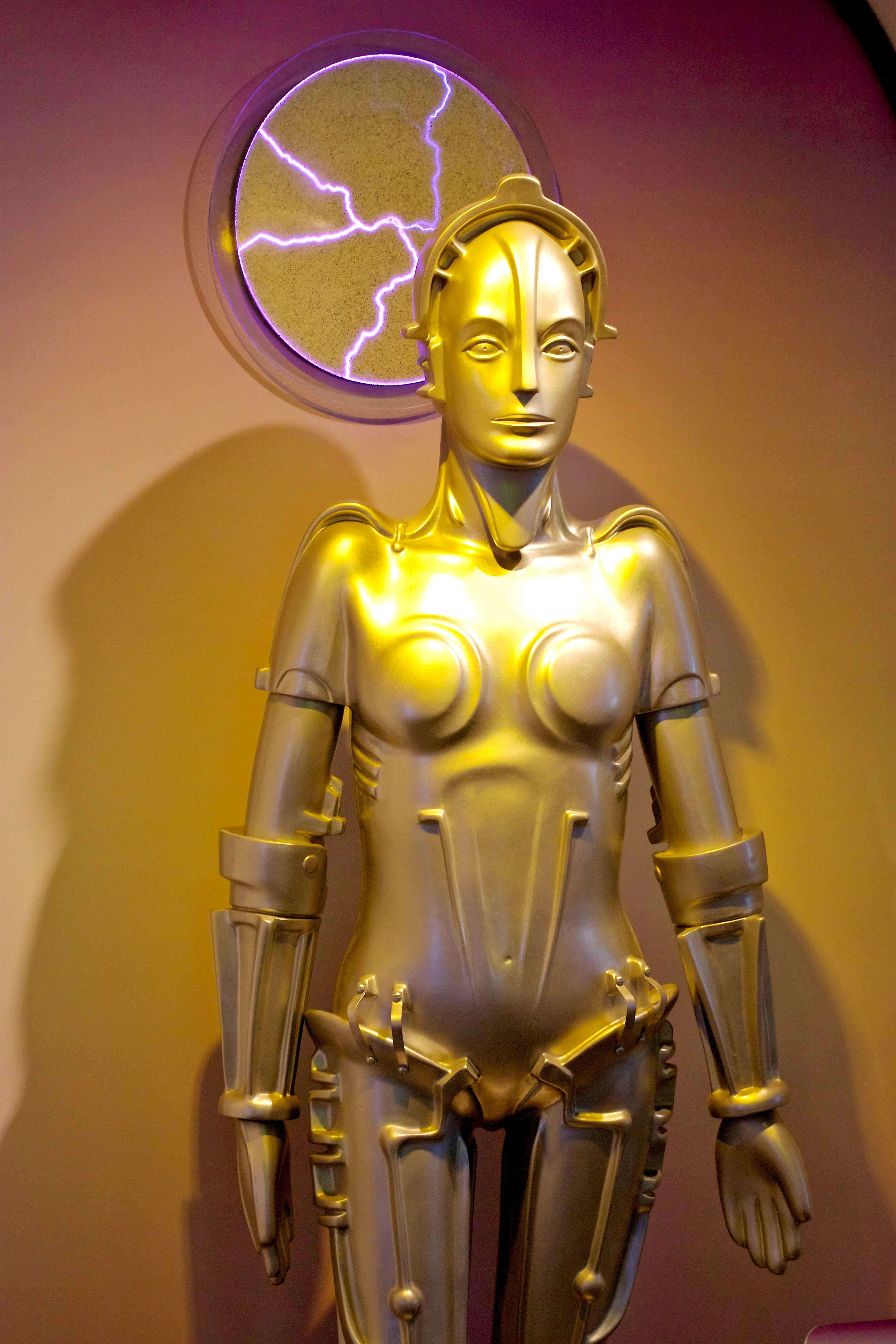
Réplica del ginoide "María", de la película Metrópolis (1927) de Fritz Lang, en el Salón de la Fama del Robot

Ícono de film de ciencia ficción

El cine de ciencia ficción es un género cinematográfico, trasunto del género literario, que utiliza la ciencia para fundamentar narraciones con representaciones especulativas de fenómenos imaginarios como extraterrestres, planetas alienígenas y viajes en el tiempo o en el espacio exterior, a menudo con elementos tecnológicos como naves espaciales futuristas, robots y otros artefactos más o menos inspirados en las posibilidades de la ciencia. Esta representa en el género lo que la fantasía en el mito.
El cine de ciencia ficción se ha utilizado en ocasiones para comentar críticamente aspectos políticos o sociales, utopías, distopías o ucronías y para explorar cuestiones filosóficas como la definición del ser humano, sus alcances y futuro o destino, el inicio de su existencia o su predecible final, apocalíptico o no.
Este tipo de cine se origina con el cine mudo, cuando el Viaje a la Luna (1902) de Georges Méliès asombró a su audiencia con sus efectos fotográficos. Desde la década de 1930 hasta la de 1950, el género consistía principalmente en películas de serie B de bajo presupuesto. Tras el hito de Stanley Kubrick de 2001: A Space Odyssey de 1968, el cine de ciencia ficción se fue tomando más en serio y a finales de la década de 1970 películas de alto presupuesto y con efectos especiales deslumbrantes se convirtieron en populares entre la audiencia y generaron sustanciosas taquillas. Películas como Star Wars o Close Encounters of the Third Kind allanaron el camino de éxitos en las siguientes décadas como E.T., el extraterrestre (1982).

## Definición
Definir con precisión qué películas pertenecen al género de ciencia ficción es a menudo difícil, ya que no existe una definición universal aceptada del género o de su género subyacente de literatura. De acuerdo con una definición:

El cine de ciencia ficción es un género cinematográfico que hace énfasis en la ciencia actual, extrapolable o especulativa y el método empírico-analítico, relacionándose con un contexto sociocultural que está menos enfatizado, pero todavía presente, trascendentalismo de la magia y la religión, en un intento de reconciliar al hombre con los desconocido
Vivian Sobchack

La ciencia ficción comporta una irrupción de lo imaginario en lo real utilizando la ciencia como coartada de la fantasía, provocando la transformación del verosímil en un referente tanto eminente como pretendidamente científico que cumplirá, en ambos supuestos, un rol mítico
Joan Bassa y Ramón Freixas

La definición asume que existe un continuo entre el empirismo (mundo real) y el trascendentalismo (sobrenatural), en el que el cine de ciencia ficción está en la parte del empirismo y el cine de terror y de fantasía en el lado del trascendentalismo. Sin embargo, existen ejemplos conocidos de películas de ciencia ficción de terror, como Frankenstein y Alien. Y películas como Star Wars que unen elementos típicos del género de ciencia ficción, como naves espaciales y robots, con elementos místicos y mágicos como la Fuerza más apropiados del género de fantasía. Algunos críticos utilizan términos como fantasía científica para indicar la mezcla de géneros de tales películas.
El estilo visual del género de ciencia ficción se puede caracterizar por un choque entre imágenes extrañas y familiares. Este enfrentamiento se lleva a cabo cuando las imágenes extrañas se convierte en familiares, como en el caso de La naranja mecánica, donde las repeticiones del bar Korova hace a un decorado extraño más familiar. También ocurre el proceso inverso, donde en Dr. Strangelove, la distorsión de los humanos hace que las imágenes familiares parezcan más extrañas. Finalmente, puede ocurrir el caso donde las imágenes extrañas y familiares se yuxtaponen, como en The Deadly Mantis cuando una mantis religiosa gigante escala el Monumento a Washington.

## Historia

### Décadas de 1900 a 1920
Las películas de ciencia ficción aparecieron al comienzo de la época de cine mudo, generalmente como cortometrajes en blanco y negro, algunas veces retocados añadiéndoles color. Las películas solían tener una temática tecnológica y a menudo intentaba ser humorísticas. En 1902, Georges Méliès estrenó Viaje a la Luna, una película que utilizaba trucos fotográficos para representar el viaje de una nave espacial a la Luna. Asimismo, su discípulo, el español Segundo de Chomón realizó El hotel eléctrico (1908), Le Voyage sur Jupiter (1908), Viaje a Marte (1908)  y Excursion dans la lune (1909), entre otros cortos coloreados a mano; sin duda alguna, era un genio del trucaje, e inventó técnicas que hoy en día se utilizan normalmente en el oficio. Varias películas fusionaban la ciencia ficción con el cine de terror, como Frankenstein (1910), una adaptación de la novela de Mary Shelley y Dr. Jekyll y Mr. Hyde de 1912. En 1916 se estrenó el largometraje Veinte mil leguas de viaje submarino, basado en la novela de Julio Verne. Durante los años 1920, los directores de cine europeos utilizaron el cine de ciencia ficción para realizar predicciones y comentarios sociales, ejemplos de ello son algunas películas alemanas como Metrópolis (1927) y Frau im Mond (La mujer en la Luna de 1929), adentrándose también en la fantasía de los viajes espaciales a otros mundos, como en el caso de la soviética Aelita (1924), clásica película muda ambientada en Marte que probablemente influyó en algunos aspectos de Metrópolis, de Fritz Lang.

### Décadas de 1930 a 1950

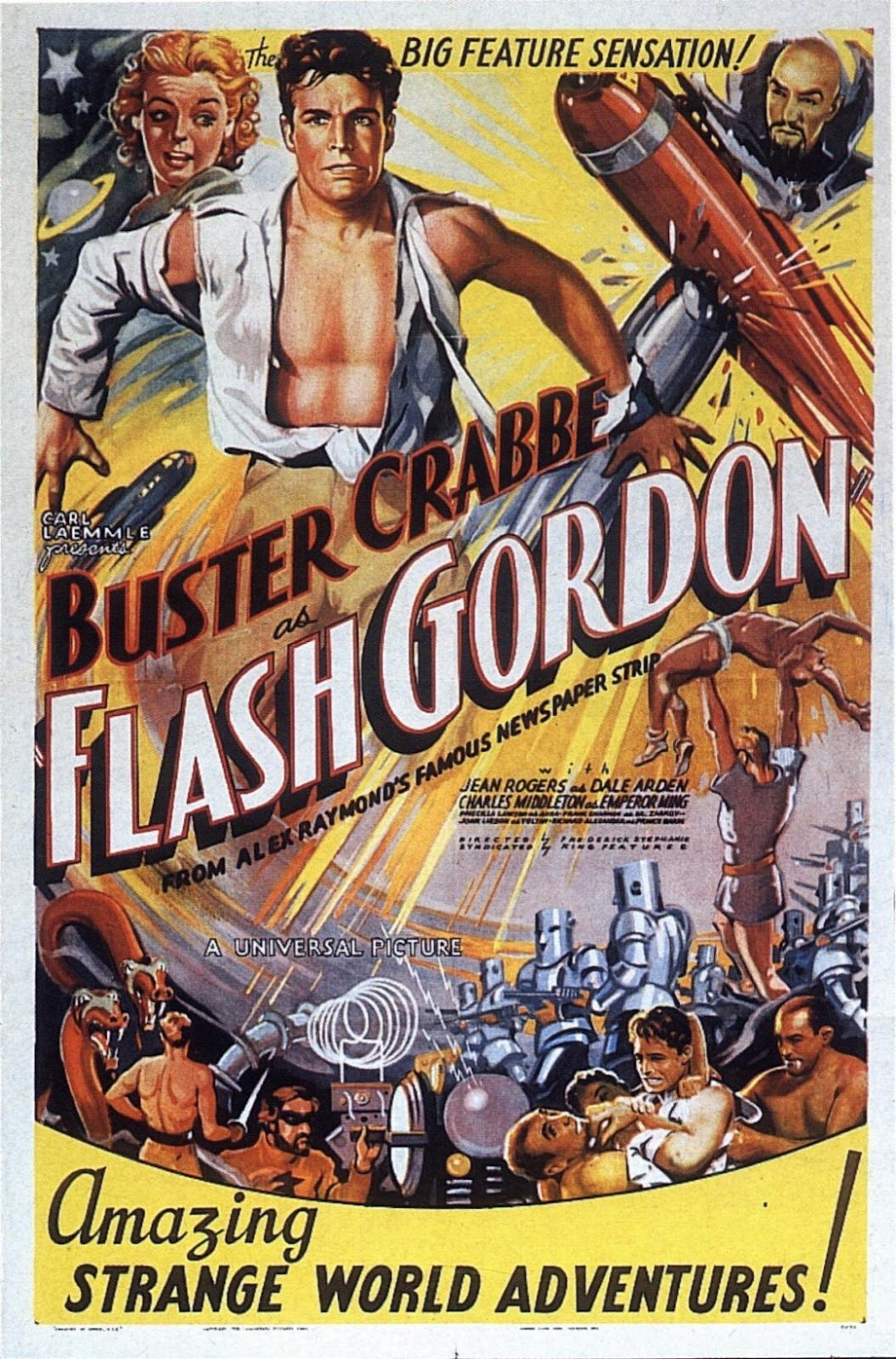
Flash Gordon (1936), la primera y más célebre serie de filmes de fantaciencia, esto es, ciencia ficción

En los años 1930, con la invención del cine sonoro, las películas de ciencia ficción de Hollywood eran generalmente de serie B de bajo coste, como seriales basados en historietas de Buck Rogers y Flash Gordon. Otras películas de esa década fueron Just Imagine (1930), el primer largometraje de un estudio estadounidense, King Kong (1933), Lost Horizon (1937), dirigida por Frank Capra y la británica Things to Come (1936). En los años 1940, la película estadounidense Dr. Cyclops (1940) fue una de las primeras películas de ciencia ficción en color y Fleischer Studios realizaba cortometrajes animados de Superman que utilizaba con frecuencia temas de ciencia ficción.

### La dedada de 1950. La edad de oro de la ciencia ficción.

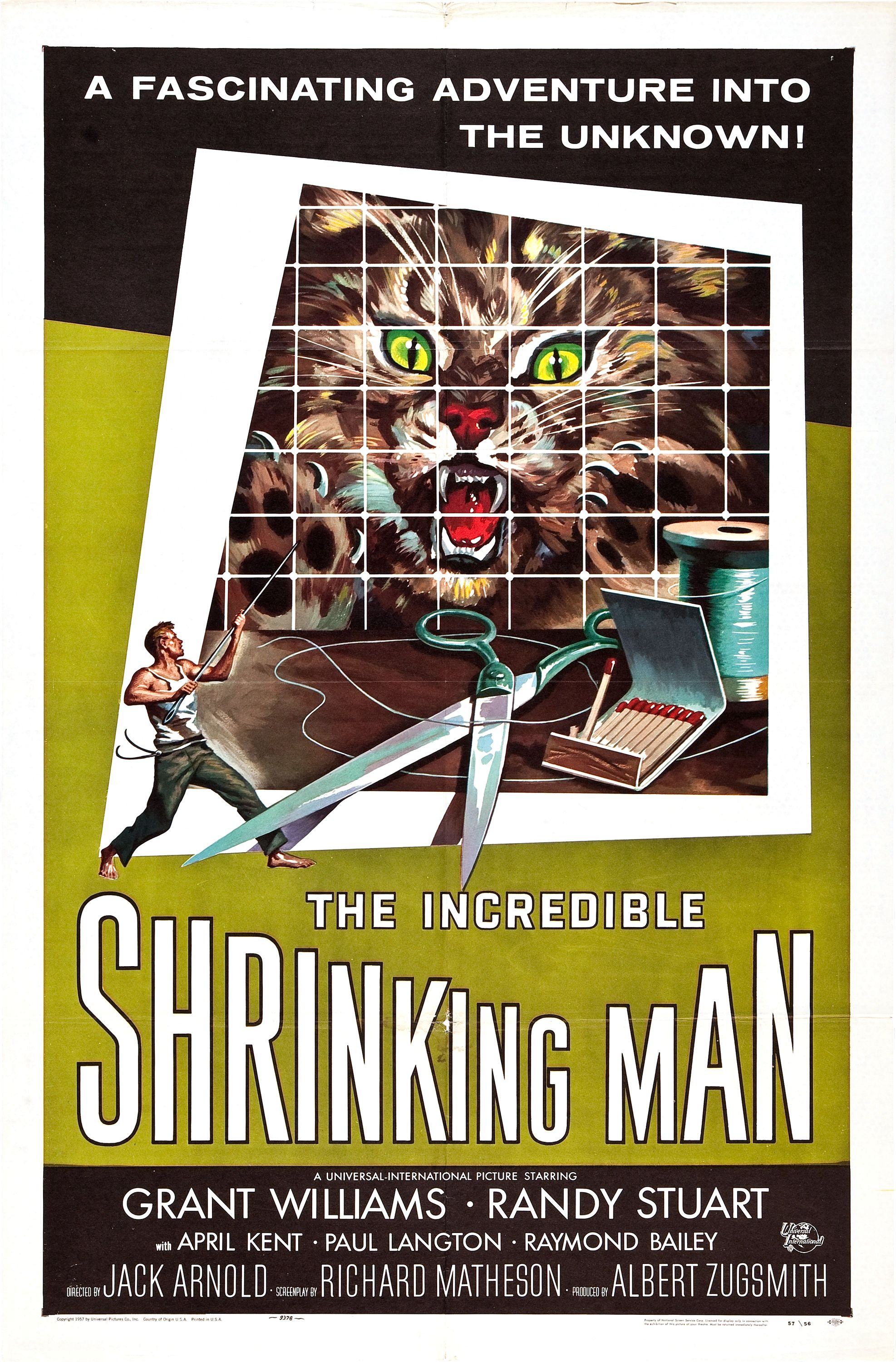
The Incredible Shrinking Man (El increíble hombre menguante) de 1957)

La denominada "Edad de Oro" del cine de ciencia ficción, de la década de los cincuenta del siglo XX, se caracterizó por un notable incremento en la producción de películas del género, impulsado por el desarrollo tecnológico, el temor a la guerra nuclear y las tensiones de la Guerra Fría. Durante la década de 1950 se estrenaron ciento diecisiete películas de ciencia ficción, en contraste con las cinco registradas en los años cuarenta. La mayoría de estas producciones, realizadas en Estados Unidos, reflejaban las inquietudes sociopolíticas de la época mediante narrativas en las que predominaban la representación de extraterrestres como amenazas, escenas de pánico colectivo, el uso de la energía nuclear como motor narrativo y la idea del enemigo infiltrado. La crisis de los grandes estudios, derivada de la pérdida del control sobre la distribución y exhibición cinematográfica, abrió espacio para el auge de productoras independientes. Incapaces de competir en presupuestos y efectos especiales con las majors, estas empresas optaron por enfoques narrativos más creativos e innovadores. La ciencia, en auge como tema de interés popular, se convirtió en un recurso clave para estos estudios, que explotaron argumentos sobre invasiones extraterrestres y criaturas mutadas por la radiación dentro de un marco pseudocientífico, capturando así la imaginación del público.
Con destino a la Luna (Destination Moon, Irving Pichel, 1950), producida por George Pal y Eagle-Lion Films, es ampliamente considerada como la película inaugural de la era clásica del cine de ciencia ficción de los cincuenta. El estilo quasi-documental, una trama madura y efectos especiales galardonados con un Oscar en 1951 fueron clave para el desarrollo posterior del género. Las majors intentaron posicionar la ciencia ficción como un género maduro y orientado al público adulto, pero no lograron consolidarlo. Su auge fue tan rápido como su declive: en solo cinco años alcanzó su punto culminante, y para mediados de la década ya se habían producido sus obras más memorables. A partir de 1956, la calidad cinematográfica del género decayó, dominada por el cine de explotación, que, aunque rentable y entretenido, carecía de originalidad y valor artístico. Se produjo el proceso conocido como la paradoja pulp, la contradicción entre la percepción de baja calidad de la ciencia ficción y su enorme impacto cultural. Los grandes estudios intentaron aprovechar el interés por los extraterrestres, pero temían que sus películas fueran vistas como productos infantiles o de baja categoría. Aunque algunas producciones contaban con presupuestos elevados, fueron clasificadas como serie B y no lograron suficiente éxito comercial para consolidar el género en Hollywood. En términos artísticos, la profundidad narrativa y emocional resultó limitada, y para 1956 el interés del público por la ciencia ficción había decaído.
Algunas películas examinaban la temática del viaje espacial, como Con destino a la Luna  (1950), Conquest of Space (1955), This Island Earth (1955); los clásicos Planeta prohibido (1956) y The Incredible Shrinking Man (El increíble hombre menguante) de 1957, este último sobre una novela de Richard Matheson; The Angry Red Planet (1959) y First Man into Space (1959). El viaje espacial también inducía a la idea de criaturas visitando la Tierra como en The Thing from Another World (1951), Invasion of the Body Snatchers de 1956, con una famosa readaptación en 1978 obra de Philip Kaufman, e It! The Terror from Beyond Space (1958). En algunas películas se presenta el planeta Tierra del futuro tras un desastre apocalíptico, generalmente una guerra nuclear, como ocurre en World Without End (1956) y la inquietante On the Beach, comercializada en España con el título de La hora final (1959), sobre la paulatina extinción del planeta tras una guerra atómica y el viaje de un submarino en pos de la última esperanza. Es una película que no se permite optimismos ilusos a la hora de pintar el holocausto nuclear en plena Guerra fría y fue dirigida con dramatismo y elegancia por Stanley Kramer, quien pudo contar con un elenco de estrellas poco habitual en el género entonces. La película soviética Corazón de perro (1966) de Vladimir Bostko, censurada varios años en su país, presenta un caso de humanización artificial de un animal, evocando La isla del doctor Moreau de H. G. Wells, aunque en realidad se inspira en la novela homónima de Mijaíl Bulgákov; el mismo año se estrenó Kin Dza Dza!, de Georgiy Daneliya, también un clásico de la ciencia ficción soviética y tan veladamente crítica con el sistema soviético como la anterior.
Una película distinguida por mostrar la profundidad del género de ciencia ficción fue The Day the Earth Stood Still de 1951, que contenía cuestiones morales, además de su uso de la banda sonora compuesta por Bernard Herrmann.
También se comenzó a emplear efectos especiales utilizando la animación en volumen o stop-motion, como la que utilizó Ray Harryhausen en la película Earth vs. the Flying Saucers (1956).

### Décadas de 1960 a 1980

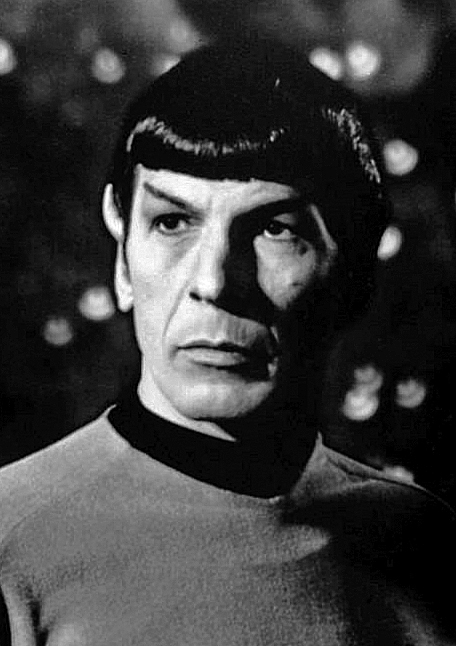
Un icono del género: el personaje del señor Spock en la serie televisiva (y luego franquicia) Star Trek, interpretado por Leonard Nimoy desde 1966 y más tarde por Zachary Quinto

Cámara con lente ojo de pez, usada para representar a la inteligencia artificial HAL 9000 en 2001: A Space Odyssey (1968), de Stanley Kubrick

En comparación con la década anterior, en los años 1960 hubo relativamente pocas películas de ciencia ficción, pero algunas de esas películas transformaron el género. El comienzo, sin embargo, fue más bien clásico: The Time Machine (1960), una adaptación de la novela de H. G. Wells donde se muestra un futuro en que las diferencias sociales han llegado a plasmarse en diferencias genéticas a causa de la evolución. La película soviética Planeta Bur (1962) fue distribuida en EE. UU. por medio de una adaptación de Roger Corman. Ikarie XB-1, un importante filme checo de 1963 dirigido por Jindřich Polák, adaptación de La nube de Magallanes del clásico del género Stanislaw Lem, inspiró 2001: A Space Odyssey (1968), una adaptación del cuento El centinela de Arthur C. Clarke, obra del director Stanley Kubrick y trajo un nuevo realismo al género con sus efectos visuales innovadores y un retrato realista del viaje espacial, además de marcar el género con su historia épica y sus aspectos filosóficos. Sin embargo, en ese mismo año una producción más modesta, Charly (1968), fundada en la novela Flowers for Algernon escrita por el psicólogo Daniel Keyes, se trató con inteligencia el difícil tema de los límites del aprendizaje y de la dignidad humana en la persona de un retrasado mental operado para que se volviera un genio.
Otras películas de la década fueron Fahrenheit 451 (1966), un auténtico clásico de la ciencia ficción social, inspirado en una novela de Ray Bradbury que describe una sociedad sin libros, deshumanizada por la falta de cultura y manipulada por los medios de masas. Algunas escenas de esta película han pasado a la historia del cine mundial, como la mujer que se quema viva sobre una montaña de libros. El planeta de los simios (1968) muestra de relativismo cultural que desarrolla el tópico del mundo al revés; Fantastic Voyage (1966) y la extravagante Barbarella (1968), con Jane Fonda, que explora con estética de cómic el lado más infantil de la ciencia ficción. Por el contrario, Nicolas Roeg realizó la alucinada The Man Who Fell to Earth (1976) sobre una novela de Walter Tevis; Roeg influirá poderosamente el cine posterior de Christopher Nolan y otros autores. En 1969, se hizo el intento de adaptar tres cuentos de Ray Bradbury en The Illustrated Man.
Durante los años 1970, gracias a los viajes tripulados a la Luna, resurgió el interés del cine de ciencia ficción. Solaris (1972) de Andrei Tarkovsky utilizaba técnicas visuales y comentarios filosóficos que recordaban a la película de Kubrick, sobre un desasosegante relato del genio polaco de la ciencia ficción Stanislaw Lem; aún pudo realizar, a pesar de las dificultades, un film mítico como Stalker (1979). Las películas de comienzos de la década exploraron el tema de la paranoia, en el que se representaba a la humanidad bajo la amenaza ecológica, tecnológica o incluso social de su propia creación, en títulos como La amenaza de Andrómeda (1971), primera y temprana adaptación de una novela de Michael Crichton; THX 1138 (1971), La naranja mecánica (1971), Silent Running (1972) -desoladora visión de la destrucción y colapso de los sistemas ecológicos en la Tierra- y Westworld (1973). También hubo películas de suspense como Soylent Green (1973) y Futureworld (1976) y comedias de ciencia ficción, entre ellas, El dormilón (1973) de Woody Allen y Dark Star (1974), una obra maestra de John Carpenter rodada con brillantez y una economía de medios apabullante.
En 1977 se estrenaron Star Wars y Close Encounters of the Third Kind que fueron grandes éxitos en taquilla y trajeron un aumento importante de películas de ciencia ficción. Además, Star Wars ayudó a difuminar la distinción entre géneros de fantasía, ciencia ficción y superhéroes. Más interesante fue, sin embargo, Demon Seed, también de 1977, que en España se estrenó con el nombre de Engendro mecánico, una indagación espeluznante sobre la naturaleza de la inteligencia artificial. En 1979, Star Trek: La película trajo por primera vez una serie de televisión al cine. Flash Gordon (1980), una contribución al steampunk, ha ido revalorizándose con el tiempo. Altered States (1980), dirigida por Ken Russell, especula con la inversión de la selección natural. El tema de la telepatía fue tratado en una obra maestra, Scanners (1981), una película canadiense dirigida por David Cronenberg. De 1982 es el primer ejemplo de filme sobre el ciberespacio como metaverso, Tron. Las películas de Ridley Scott, como la conradiana Alien (1979) y Blade Runner (1982), inspirada en una novela del visionario Philip K. Dick, presentaban un futuro distópico, caótico, oscuro y sucio y unos alienígenas y cyborgs hostiles y peligrosos; sin embargo, también difuminaba el límite nunca formulado entre la humanidad de origen natural y la mejorada técnica y económicamente por el hombre con obsolescencia programada (los replicantes). Planteaba, además, importantes cuestiones filosóficas y éticas, e incluso religiosas. 
En comparación, la película de Steven Spielberg, E.T., el extraterrestre, uno de los mayores éxitos de los años 1980, presentaba a los extraterrestres como seres benignos y amistosos. Proyecto Brainstorm (1983), la última película de Natalie Wood, devolvió a las cámaras y al género a Douglas Trumbull, el director de Naves misteriosas.  
Las adaptaciones de presupuestos altos de Dune de Frank Herbert y la secuela de 2001, 2010: The Year We Make Contact, fueron fracasos en taquilla, lo que disuadió a los productores de invertir en guiones de ciencia ficción. Durante la segunda mitad de la década de 1980, los principales contribuidores del género fueron James Cameron con The Terminator (1984) y Aliens (1986) y Paul Verhoeven con RoboCop (1987) y Total Recall (1990), esta última adaptación de una novela de Philip K. Dick. También se comenzó a utilizar la animación para el género de ciencia ficción, con ejemplos en la japonesa Akira (1988) y la francesa Gandahar (1988). Pero la que obtuvo el premio del Festival de Cine de Sitges de ese año fue The navigator: una odisea en el tiempo (1988) de Vincent Ward.
El cine de ciencia ficción ha funcionado históricamente como un cine de género producido principalmente en Hollywood. Aun así, también en Europa y en la URSS / Rusia se han realizado siempre interesantes películas dentro del género o con las características de la ciencia ficción. En los años 1960 destacan algunos títulos como la película francesa Alphaville dirigida por Jean-Luc Godard, rodada en blanco y negro y estrenada en 1965, que tiene rasgos de la ciencia ficción distópica. También tiene elementos de distopía la película italiana La décima víctima (La decima vittima, 1965), dirigida por Elio Petri.

### Décadas 1990 y 2000

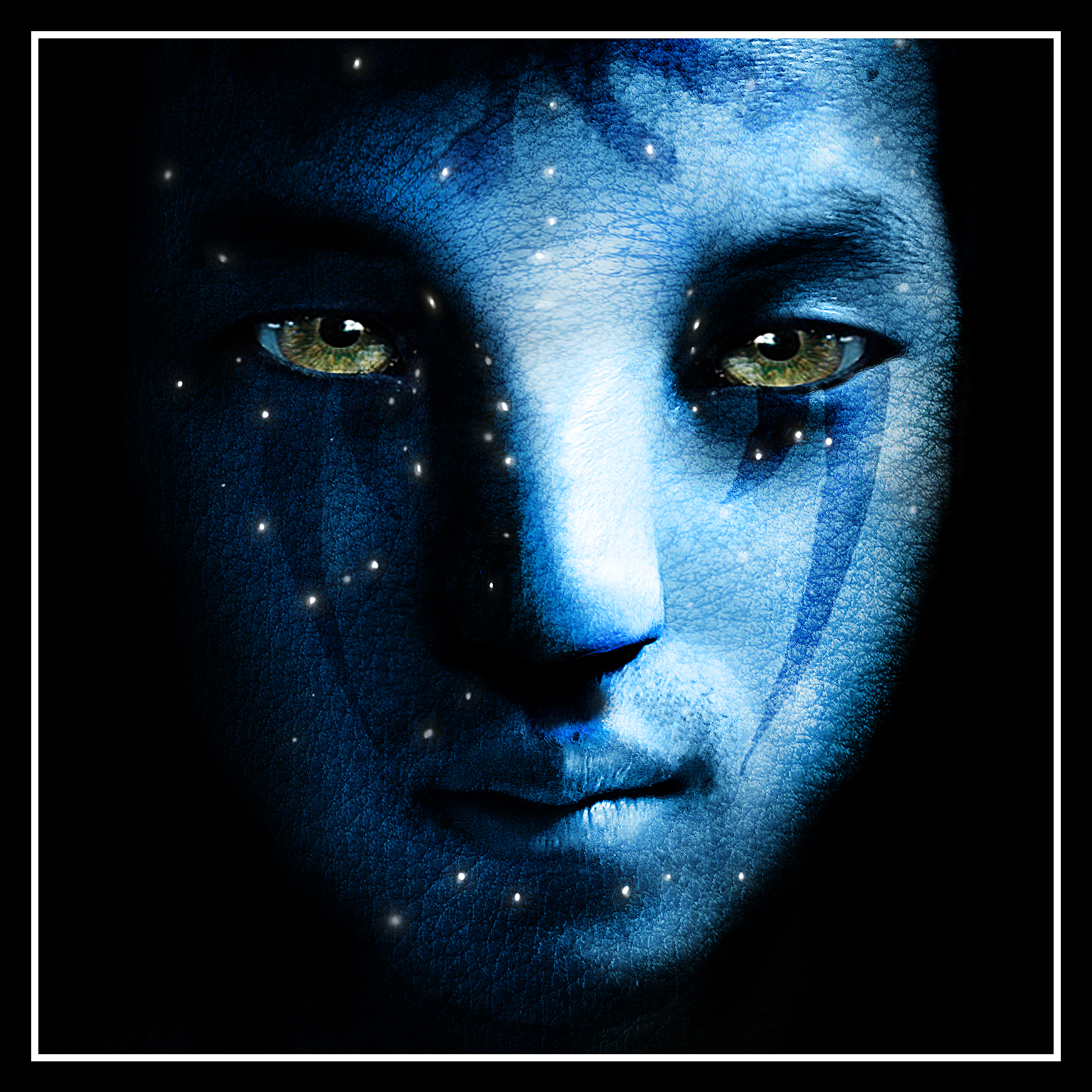
Un exponente del pueblo Na'vi representado en Avatar (2009)

En los años 1990, con la aparición de la World Wide Web y el género cyberpunk, surgieron varias películas sobre la temática hombre-computadora, como Total Recall (1990), The Lawnmower Man (1992), Virtuosity (1995), Johnny Mnemonic (1995), eXistenZ (1999) y la influyente trilogía iniciada con The Matrix (1999), sobre el tema de un metaverso. Doce monos (1995) especula con los viajes en el tiempo y las pandemias. Otros temas fueron las películas de catástrofes, como Armageddon y Deep Impact, ambas de 1998, y la hexalogía o franquicia iniciada con Resident Evil (2002), donde aparece una singular descendiente de la inteligencia artificial HAL 9000, la cruel Reina Roja; invasiones extraterrestres como la convencional Independence Day (1996), la más compleja Han llegado (1996) y la austera Señales (2002) de M. Night Shyamalan, además de una sátira del militarismo de derechas estilo años 1950 inspirada en la novela de Robert A. Heinlein, Starship Troopers (1997); y experimentación genética como en Jurassic Park (1993), Species (1995) y Gattaca (1997).
Esfera (1998), otra adaptación de Michael Crichton, discutía la naturaleza de la realidad de una forma parecida a la de Philip K. Dick, como en ese mismo año hacía el influyente suspenso fantástico Dark City de Alex Proyas. También de realidades alternativas virtuales versa The Thirteenth Floor (1999), inspirada en la novela Simulacron-3 (1964) de Daniel Francis Galouye, adaptada en otras dos ocasiones, una de ellas por Rainer Werner Fassbinder: Welt am Draht (1973) (World on a Wire). 
El hombre bicentenario de 1999, sobre la novela corta homónima de Asimov, presenta a un robot que pretende hacerse humano. Un original microuniverso alternativo que se hibrida con el terror metafísico borgesiano y el thriller es Cube (1997), que terminó formando una trilogía. Un intento de ciencia ficción europea fue El quinto elemento (1997), dirigida por Luc Besson. En cuanto a la vertiente cómica del género, Tim Burton rodó la paródica Mars Attacks! (1996), especialmente una burla de Independence Day, del mismo año; comedia es también The Truman Show (1998) de Peter Weir, con un fondo filosófico inquietante; y se adaptó la obra seminal de Douglas Adams: Guía del autoestopista galáctico (2005). 
Con el paso del tiempo, las computadoras han tenido una papel más importante tanto en su uso para efectos especiales como en la producción de la película. El desarrollo de software más sofisticado ha permitido a los cineastas mejorar la calidad visual de la animación, con películas de ciencia ficción como Ghost in the Shell (1995), The Iron Giant (1999), Titan A.E. (2000) o Final Fantasy: La fuerza interior (2001).
Durante los años 2000, las películas de fantasía y superhéroes abundaron, como también las películas de ciencia ficción tales como las dos partes siguientes de la trilogía The Matrix, The Matrix Reloaded y The Matrix Revolutions. En 2005, se completó la segunda trilogía de las tres que componen la saga de Star Wars con el estreno de su tercer episodio, La venganza de los Sith, mientras se encontraba con la competencia de otras aventuras galácticas en Serenity (2005). La ciencia ficción regresó a ser una herramienta para la crítica social y política en películas como la desolada Inteligencia Artificial, una variación del mito de Pinocho inspirada en un cuento de Brian Aldiss; Minority Report, nueva adaptación de un relato de Philip K. Dick en que se discute el viejo problema filosófico del determinismo; Children of men; Avatar, un éxito mundial por su deslumbrante imaginería, y District 9, sobre el viejo problema del relativismo cultural. También se revisó al menos un clásico, esta vez con una exhibición espeluznante de efectos especiales, por parte de Steven Spielberg: La guerra de los mundos (2005).
Fuera de Hollywood y la industria estadounidense, una de las películas con características de ciencia ficción más destacadas de los años 90 fueron Abre los ojos (1997) del director español Alejandro Amenábar (unos años después en EE. UU. se rodó una adaptación y reelaboración titulada Vanilla Sky, del año 2001) y la también española y galardonada Timecrimes o Los cronocrímenes (2007), de Nacho Vigalondo, una mezcla de viajes en el tiempo y thriller o enigma policiaco que está considerada entre las más selectas representaciones del tema, al trabajar en una triplicación del presente según el principio de autoconsistencia de Nóvikov. En Italia se rodó la película Nirvana (1997), dirigida por Gabriele Salvatores, que es una ficción sobre las relaciones e interferencias entre el mundo cibernético y la realidad. La última década se cierra con las británica Moon (2009), premiada en el festival de Sitges, sobre los conflictos éticos y humanos que se derivan de la comercialización de clones humanos.

### Década de 2010

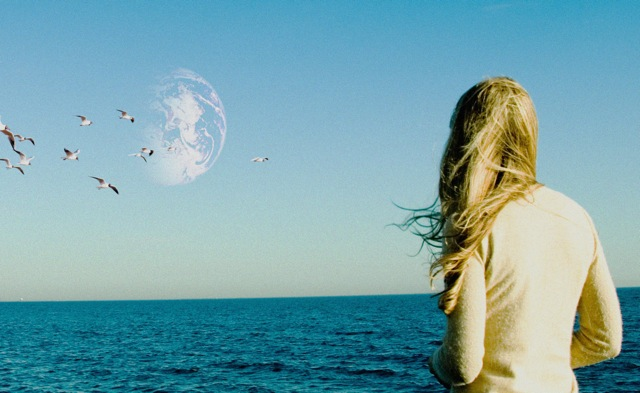
Another Earth (2011)

Los años 2010 y 2020 ha visto llegar nuevas entregas en varias series consolidadas de películas de ciencia ficción. El fenómeno más multitudinario ha sido el resurgimiento de Star Wars (La Guerra de las Galaxias), que ha llegado a la conclusión de su saga central de nueve películas y que se ha desarrollado en otras ramificaciones. También se han registrado varias entregas de El planeta de los simios  (que se presenta como un reinicio de la franquicia a partir de Rise of the Planet of the Apes, 2011) y de la nueva franquicia de Godzilla (2014). La película Predestination (2014) logra rizar el rizo de las paradojas temporales profundizando en el tema de la identidad, adaptando el relato «"Todos vosotros, zombies ..."» de Robert A. Heinlein.
Por otro lado, se han producido numerosas adaptaciones de series novelescas. Al comienzo de la década tuvieron un éxito especial varias adaptaciones del subgénero de la ficción distópica para jóvenes: la serie de Los juegos del hambre, basada en la trilogía novelística de Suzanne Collins; la serie Divergente, inspirada en otra trilogía de novelas escrita por Veronica Roth; y la serie El corredor del laberinto, sobre la serie de novelas homónima de James Dashner. De parecida inspiración es El destino de Júpiter / Jupiter Ascending (2015) y la mucho más ambiciosa El juego de Ender (2013), que adapta la premiada y popular novela de Orson Scott Card. También es una adaptación de una novela ligera japonesa Al filo del mañana (2014), protagonizada por el actor Tom Cruise, un habitual del género. 
También se han registrado adaptaciones de libros para adultos, como The Martian (2015), fundada en una novela de Andy Weir de 2011 que intenta resolver los problemas prácticos de supervivencia en un planeta hostil, dirigida por Ridley Scott; Cloud Atlas (2012) ilustra la novela de David Mitchell (2004); World War Z (2013) el libro de Max Brooks (2006); y Ready Player One (2018) se inspira en la novela de Ernest Cline de 2011, dirigida por Steven Spielberg, con un formato lleno de citas de la cultura pop de los años ochenta. Source Code (2011) es un hábil y dramático juego con los viajes en el tiempo, dirigida por Duncan Jones. Del mismo año, la coproducción EE. UU. - Rusia The Darkest Hour muestra a unos estadounidenses desubicados en un Moscú invadido por extraterrestres invisibles. Coherence (2013) muestra con sobriedad low cost fenómenos tan interesantes del viaje en el tiempo como la duplicación o triplicación del presente dentro de la teoría de los universos paralelos y recibió el premio del Festival de Sitges al mejor guion.
El desarrollo de la ciencia ficción cinematográfica durante la década ha dado lugar también a un buen número de películas con planteamientos más ambiciosos, y de un tono a veces más realista. The Purge (2013) es una distopía sobre unos EE. UU. que usan un día de violencia para curar los problemas sociales; también distópica es Oblivion (2013), que pinta una Tierra devastada por la lucha contra robots alienígenas. Más interesante es la producción francoisraelí El congreso (2013), dirigida por Ari Folman, pues se inspira en una novela de Stanislav Lem, Congreso de futurología y utiliza imagen real y animación. La galardonada Coherence (2013), dirigida por James Ward Byrkit, indaga sobre el tema de los universos paralelos. El segundo largometraje del escritor y director Mike Cahill tras su anterior película independiente de ciencia ficción-drama Another Earth (2011) también fue una incursión en el género: I Origins (2014), sobre el tema de la evolución humana y el diseño inteligente; obtuvo el premio mayor del Festival de Sitges.
El director Christopher Nolan ha realizado dentro del género tres obras como Inception (2010), Interstellar (2014) y Tenet (2020). Alfonso Cuarón dirigió Gravity (2013). Neill Blomkamp rodó la social Elysium (2013), donde desvela el nacimiento de una nueva y superpoblada sociedad estamental híper capitalista que niega beneficios tan básicos como la seguridad social sanitaria a las masas y solo se la da a la elite, y Chappie (2015), una comedia amarga sobre un robot que llega al mundo sin idea de que es una inteligencia artificial y de quién lo ha creado, pero tiene una batería limitada y no puede conseguir una nueva, por lo cual todo el tiempo se pregunta por qué está aquí, por qué su creador lo ha hecho solo para morir; nacido en un entorno delincuencial, termina por salvar la conciencia de sus amigos transfiriéndola a cuerpos mecánicos; Circle (2015), por otra parte, es una profunda parábola conceptual en el género de Cube, en el que un gran número de personas participa en un siniestro experimento cuya finalidad solo se desvela al final. Spike Jonze hizo Her (2013), una contribución muy interesante sobre el tema de la inteligencia artificial y cómo modifica al ser humano la relación con ella, que fue seguida por otra del mismo género pero más sombría: Ex Machina (2015), escrita y dirigida por Alex Garland. De 2014 y coproducida entre España y Bulgaria es Autómata. Otros directores dieron continuación a algunas películas de culto dentro del género: George Miller presentó con Mad Max: Fury Road (2015) una vuelta al universo distópico de sus anteriores elaboraciones del personaje Mad Max; y Denis Villeneuve, tras haber aportado la valiosísima La llegada (2016), donde se indaga sobre temas poco frecuentados en el género, como la exolingüística y el tiempo absoluto, retornó con la desoladísima distopía Blade Runner 2049 (2017) al mundo de replicantes y agentes ejecutores de la Blade Runner original dirigida por Ridley Scott en 1982, esta vez planteando la consunción del planeta Tierra y el colapso de ecosistemas. Visualmente perturbadora, sobre un universo paralelo, es la rusa The Coma (Sumergidos) de 2019; también de producción rusa es la distopía The Blackout (Аvanpost) del mismo año. Ad Astra (2019) ofrece una visión realista, desencantada y hostil de los viajes espaciales. Postapocalíptica es la española Los últimos días (2013), de los hermanos David y Alex Pastor. Por otra parte, la británica Archive (2020) ofrece una singular vuelta de tuerca al tema del transhumanismo.
Varias de las películas de este apartado han abordado aspectos centrales y graves de los grandes desafíos sociales y científicos del mundo actual, incluyendo los viajes en el espacio exterior, el cambio climático y la inteligencia artificial y han obtenido una apreciación positiva de la crítica y el público.

## Temas, imaginería y elementos visuales

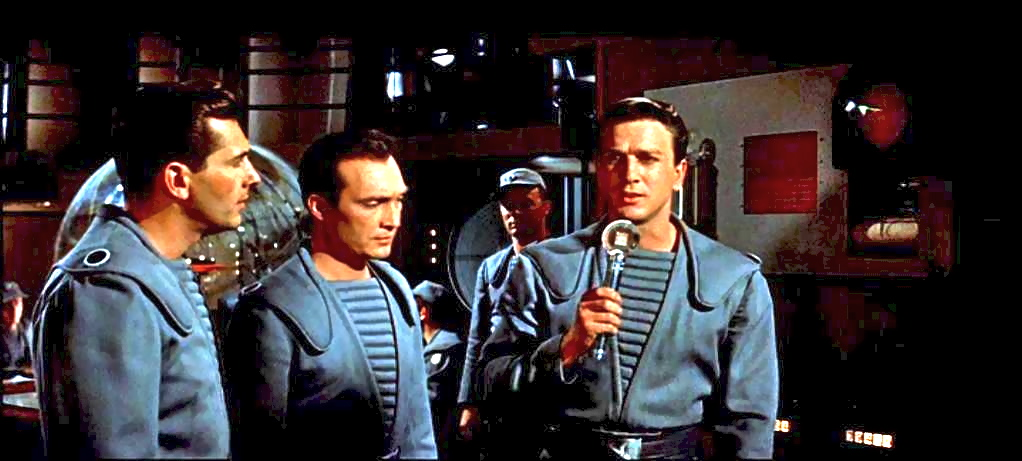
Planeta prohibido de 1956

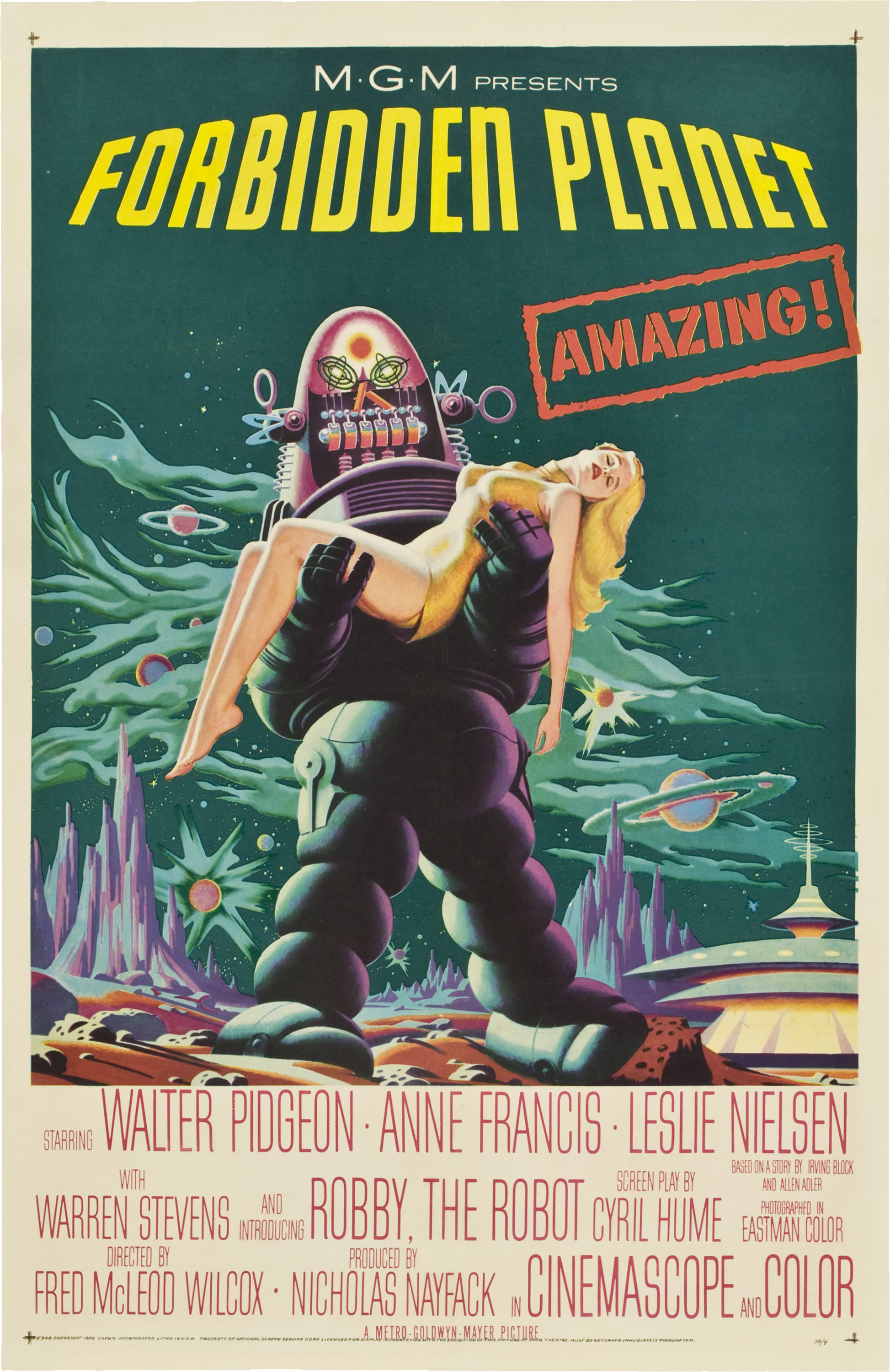
Planeta prohibido (1956).

Las películas de ciencia ficción son a menudo especulativas por naturaleza e incluyen elementos clave de apoyo de la ciencia y tecnología. Sin embargo, la mayoría de las veces, se utiliza la ciencia en el género cinematográfico puede ser considerada como pseudociencia, dependiendo principalmente de una atmósfera y fantasía artística cuasi científica más que en hechos y teorías científicas convencionales. Sin embargo, la definición también puede variar dependiendo del punto de vista del observador: lo que puede parecer una película de ciencia ficción para un espectador se puede considerar fantasía para otro y viceversa.
Muchas películas de ciencia ficción incluyen elementos de misticismo, ocultismo, magia o sobrenaturales, considerados más propios del género fantástico o de terror. Estos elementos transforman el género a una fantasía científica con una filosofía religiosa o cuasi-religiosa que sirve como motivación del argumento. La película El planeta prohibido (1956) utiliza muchos elementos comunes de la ciencia ficción, pero el némesis es una criatura poderosa que se asemeja a un espíritu demoníaco. La saga de Star Wars utilizó una filosofía cuasi mágica y una habilidad conocida como la Fuerza. La película Las crónicas de Riddick (2004) incluía elementos parecidos a la necromancia y el atomismo.
Algunas películas difuminan la línea entre géneros, como aquellas en las que el protagonista consigue los poderes extraordinarios de un superhéroe. Estas películas utilizan generalmente un razón aparentemente convincente para que el héroe gane sus poderes. Sin embargo, muchos aspectos de este género se acerca más a la fantasía que a la ciencia ficción.
No todos los temas de la ciencia ficción son igualmente apropiados para las películas. Además de la ciencia ficción de terror, la ópera espacial es un tema común. A menudo, estas películas podrían pasar por westerns o bélicas si se eliminasen los decorados y accesorios de ciencia ficción. Otros motivos comunes son los viajes y expediciones a otros planetas y las distopías, mientras que las utopías son raras.

### Imaginería
La teórica de cine Vivian Sobchack argumenta que el género de ciencia ficción difiere de las películas de fantasía en que las primeras buscan conseguir la confianza en las imágenes que se ven, mientras que las segundas, en su lugar, intentan suspender la incredulidad. Las películas de ciencia ficción muestran lo desconocido y extraño en un contexto familiar, por lo que hacen que las imágenes aparezcan normales.
A pesar de la naturaleza desconocida de las escenas y los elementos de ciencia ficción en el escenario, la imaginería de la película está relacionada con la humanidad y con su entorno. Mientras que la película de ciencia ficción se esfuerza en presionar los límites de la experiencia humana, permanecen dentro de las condiciones y el entendimiento de la audiencia y de ese modo contiene aspectos prosaicos, en lugar de ser completamente extraños y abstractos.
Géneros cinematográficos como los westerns o el cine bélico están atados a una zona o período particular. Esto no ocurre en el género de ciencia ficción, aunque existen elementos visuales que son comunes en el género, como el uso de naves y estaciones espaciales, planetas alienígenas o extraterrestres, robots y artilugios futuristas. Otras claves visuales más sutiles pueden ser cambios en la forma humana a través de modificaciones de su apariencia, forma o conducta.

### Elementos científicos
Mientras que la ciencia es un elemento principal del género, muchos estudios cinematográficos toman libertades importantes en lo que se considera conocimiento científico convencional. Tales libertades se pueden observar en las películas que muestran el movimiento de una nave espacial en el espacio exterior. El vacío debería impedir la transmisión de sonido o utilizar alas para maniobras, aunque la pista sonora se rellena con efectos de sonido y los cambios en la trayectoria de vuelo se asemejan a los de un avión en la atmósfera.
Se pueden encontrar ejemplos similares donde se ignora la ciencia a favor del arte cuando se necesitan efectos en el ambiente. La destrucción de planetas enteros en explosiones titánicas se realiza en segundos, aunque un hecho real de esa naturaleza duraría muchas horas. De igual modo, cuando una estrella aparece sobre el horizonte de un cometa o un planeta parecido a Mercurio, la temperatura sube rápidamente varios cientos de grados, provocando que la superficie se convierta en una caldera. En la realidad, sin embargo, la energía que alcanza al suelo llega en un ángulo muy oblicuo y la temperatura sube más gradualmente.
El papel de científico ha variado considerablemente en el género de ciencia ficción, dependiendo de la percepción pública de la ciencia y la tecnología avanzada. Comenzando con el Dr. Frankenstein, el científico loco se convirtió en un personaje tipo que aparentaba ser una amenaza seria a la sociedad e incluso a la civilización entera. Algunas interpretaciones de científico loco, como la representación de Peter Sellers en Dr. Strangelove, se convirtieron en íconos del género. En las películas de monstruos de los años 1950, el científico a menudo interpretaba el papel de héroe al ser la única persona que podía proporcionar un arreglo tecnológico para una catástrofe inminente. Como reflejo de la desconfianza en el gobierno estadounidense, a comienzos de los años 1960, el científico brillante pero rebelde se convirtió en un tema común, que servía como papel al estilo de Casandra para anunciar algún peligro.

### Formas de vida alienígenas
El concepto de vida, en especial de vida inteligente, que tiene un origen extraterrestre es un elemento básico popular en el género de ciencia ficción. En sus comienzos, las películas solían utilizar extraterrestres como una amenaza o peligro para la humanidad, donde los invasores fueron con frecuencia representaciones ficticias de amenazas políticas o militares reales. Más tarde, algunos alienígenas han sido representados como seres benignos como en las películas E.T., el extraterrestre y Close Encounters of the Third Kind, aunque también han mantenido su papel de hostiles, como en la serie Alien y Predator.
Para proporcionar un contenido a la audiencia, la mayoría de las formas alienígenas inteligentes mostradas en las películas tiene un aspecto antropomórfico, con emociones y motivaciones humanas. A menudo, personifican un estereotipo humano en concreto, como guerreros bárbaros, intelectuales científicos o sacerdotes y clérigos. Con frecuencia aparecen ser casi humanos en el aspecto físico y se comunican con un lenguaje terrestre. Algunas películas han intentado representar los extraterrestres como seres completamente distintos a los humanos, como en Solaris.

### Películas de catástrofes

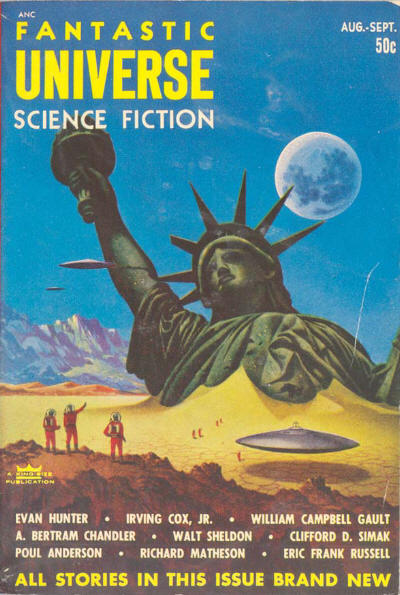
La Estatua de la Libertad en ruinas en el El planeta de los simios (1968), se transformó en un tópico del género y aparece, por ejemplo, en esta revista de relatos de ciencia ficción

Un tema frecuente en el género de ciencia ficción es el de un desastre inminente o real a una proporción épica. Se utilizan con frecuencia para tratar una preocupación particular sirviendo como vehículo para alertar contra algún tipo de actividad, como la investigación tecnológica. En el caso de películas de invasión, los extraterrestres suelen funcionar como dobles para una potencia extranjera real.
El cine de catástrofes se puede dividir en las categorías:
- Invasión alienígena: donde extraterrestres hostiles llegan e intentan suplantar a la humanidad. Los extraterrestres pueden tener una fuerza abrumadora o ser aparentemente inofensivos. Algunas películas sobre este tema son las adaptaciones de La guerra de los mundos (1953) o los distintos remakes de Invasion of the Body Snatchers (1956).
- Catástrofe ambiental: como cambios climáticos o el impacto de un cometa o asteroide. Algunas películas son Soylent Green (1973), Waterworld (1995), Armageddon (1998) y The Day After Tomorrow (2004).
- La humanidad suplantada por tecnología: generalmente en forma de una computadora todopoderosa, robots o cyborgs avanzados o seres humanos o animales alterados genéticamente. Algunas películas de esta categoría son Colossus: el proyecto prohibido (1970), Blade Runner (1982), The Matrix (1999) y Yo, Robot (2004).
- Guerra nuclear: generalmente en forma de relato postapocalítpico o distopía. Algunos ejemplos pueden ser Dr. Strangelove (1964), Panic in Year Zero! (1962), El planeta de los simios (1968), A Boy and His Dog (1975), Mad Max (1979) y The Terminator (1984).
- Pandemia: una enfermedad muy letal, a menudo creada por el hombre, amenaza o acaba con la mayoría de la humanidad en una plaga mundial. Este tema se ha tratado en películas como The Andromeda Strain (1971), El último hombre vivo (1971), Doce monos (1995), 28 Days Later (2002), 28 Weeks Later (2007), Children of men (2006) o Soy leyenda (2007).

### Películas de monstruos
Aunque el cine de monstruos no representa generalmente el peligro a niveles globales o escalas épicas, el cine de ciencia ficción tiene una larga tradición de películas sobre ataques de monstruos. Se diferencia de otras películas similares de los géneros de terror y fantasía en que las películas de ciencia ficción dependen de una explicación aparentemente científica de la existencia del monstruo, en lugar de una razón mágica o sobrenatural. A menudo, el monstruo es creado, despertado o evoluciona debido a las maquinaciones de un científico loco, un accidente nuclear o un experimento científico que se tuerce. Algunos ejemplos de este tipo de películas son The Beast from 20,000 Fathoms (1953), algunas películas de Godzilla y Parque Jurásico (1993).
Algunas películas han sido clasificadas como ciencia ficción, terror o de ambos géneros, entre ellas, Alien, Creature from the Black Lagoon (1954) y Frankenstein.

### Mente e identidad

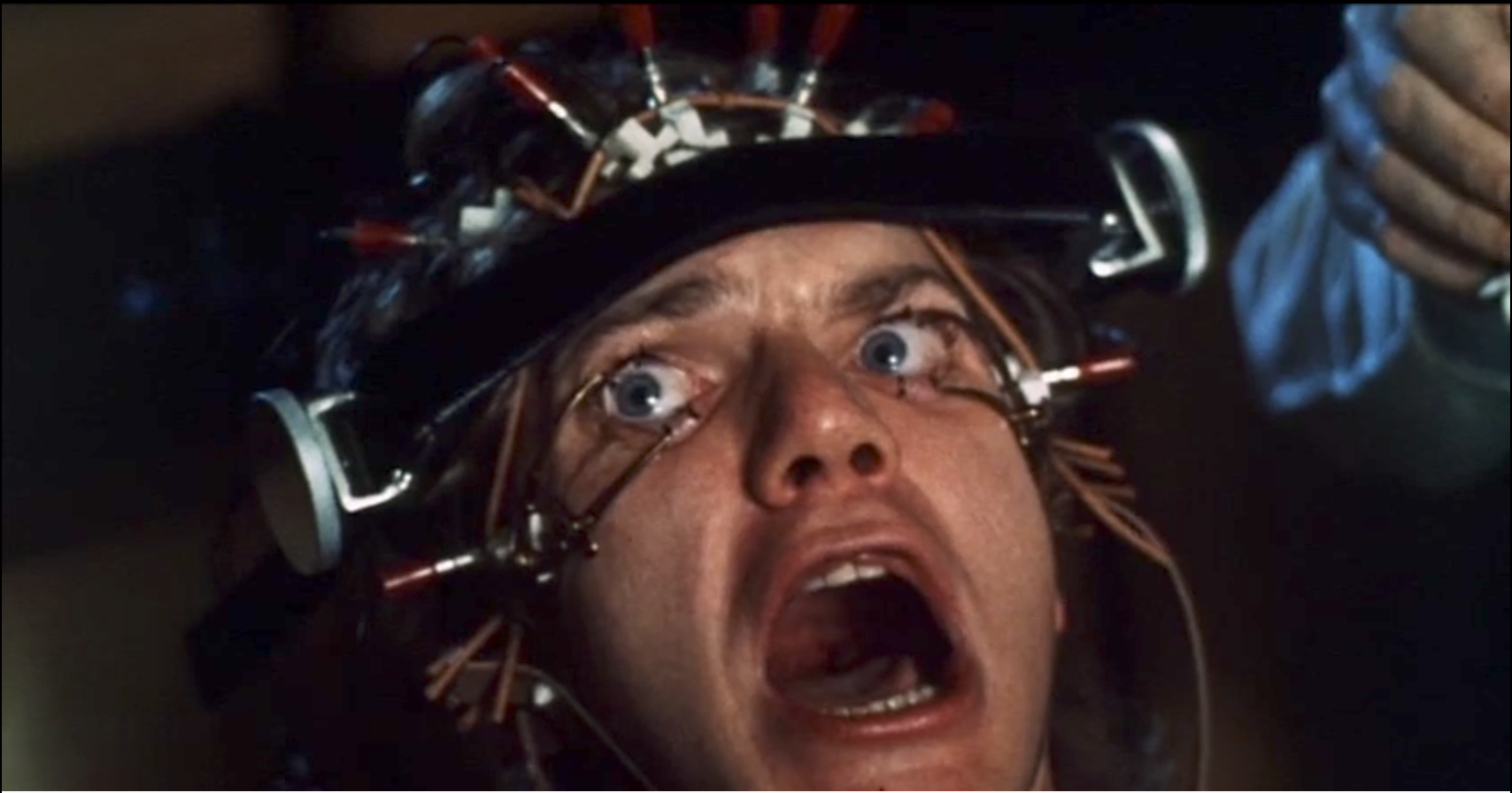
La naranja mecánica de 1971, un clásico del género, obra de Stanley Kubrick.

Los aspectos centrales de la mente que definen al ser humano han sido utilizados en el cine de ciencia ficción, especialmente a partir de la década de 1980. Blade Runner examinaba qué hacía a una creación orgánica un humano, mientras que en RoboCop se utilizaba un mecanismo androide con un cerebro y mente humana reprogramada para crear un cyborg. La idea de trasplantar el cerebro no es una idea nueva, ya que el concepto de transferir la mente humana a otro cuerpo aparece en Frankenstein.
En películas como Total Recall se popularizó la idea de reprogramar la mente humana. El tema del lavado de cerebro aparece en varias películas de los años 1960 y 1970 como La naranja mecánica y The Manchurian Candidate, coincidiendo con programas secretos como Operación MK Ultra. De manera similar, en películas como Equilibrium, se mezcla el uso de drogas para controlar la mente con el control de la cultura humana. La película cyberpunk Johnny Mnemonic utilizó el concepto de reprogramación como un propósito comercial, donde el humano se convierte en un vehículo de transferencia de datos. El borrado voluntario de la memoria aparece como tema en las películas Paycheck (2003) y Eternal Sunshine of the Spotless Mind (2004). En Dark City, la memoria humana y el tejido de la realidad se reprogramaban de forma completa. En Serial Experiments Lain también se explora el tema de la reprogramación de la realidad y la memoria. Pero todo deriva del tema central de la obra de Philip K. Dick: la desaparición, sustitución, disolución o demolición de la realidad. 
La idea de que un humano pudiese ser representado completamente como un programa de computadora fue el tema central de la película Tron. El tema se volvió a utilizar en la película The Lawnmower Man y de forma inversa en Virtuosity, Demon Seed y otras donde programas intentan convertirse en personas reales. En la serie Matrix, el mundo de realidad virtual se convierte en una prisión para la humanidad, gestionada por máquinas inteligentes. En eXistenZ, la naturaleza de la realidad y la realidad virtual se entremezclan sin un límite claramente distinguible. De forma similar, en The Cell se entremezclan sueños y realidad virtual, creando un mundo fantástico.

### Robots, humanoides, androides, ginoides, clones y cyborgs

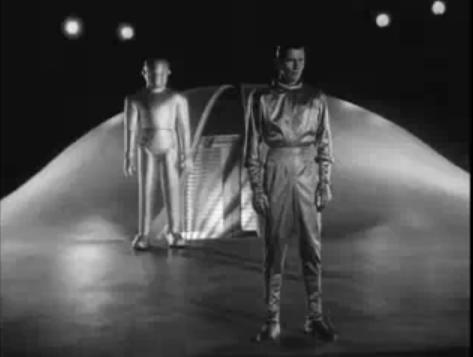
Klaatu, con el androide Gort a sus espaldas, en The Day the Earth Stood Still de 1951.

Los robots han sido una parte de la ciencia ficción desde que el escritor checo Karel Čapek acuñó el término en 1921. En las primeras películas, los robots eran interpretados por actores dentro de un disfraz. Una de las primeras representaciones sofisticadas de un robot apareció en The Day the Earth Stood Still. Con el paso del tiempo, los robots empezaron a tener capacidades más avanzadas, como inteligencia artificial o sensores mejores, como el robot asesino de The Terminator. En las películas, muchos robots aparecen como máquinas antropomórficas.
Los robots en las películas frecuentemente son racionales y, a veces, sentimentales, como la reciente WALL·E. Los robots han sido utilizados para papeles secundarios, como Ash en la película Alien y Data en Star Trek; compañeros, como R2-D2 y C-3PO de Star Wars; y extras para crear un escenario futurista. Además, los robots han interpretado a villanos o monstruos, como Box de Logan's Run (1976), Maximilian de El Abismo Negro (1979) y el robot asesino T-800 de The Terminator.
La competencia entre la humanidad y los robots es una reflexión de las distopías fantásticas, puestas en escena con temas como la inteligencia artificial, los límites de la vida y la libertad. La robótica de Isaac Asimov plantea sus tres leyes para la emancipación del robot, considerándolo como un autómata; dotándolo de razón y libertad, mas no de libre albedrío. Si bien el cine no ha desarrollado mayormente esta revolución del pensamiento, muchas películas parten de ahí como argumento: los autómatas de Blade runner, de Yo, robot o de Inteligencia artificial son parte de la estructura social, y están en una situación de servilismo que resulta insoportable; las máquinas de Matrix son robots emancipados que han invertido la estructura social en un modelo utilitario.
Películas como Soldado Universal o Terminator: la salvación llevan la maquinización del hombre y la humanización de las máquinas hasta una frontera desde la que vislumbran las utopías fundadas en la simbiosis del hombre y la tecnología, como la que presenta Asimov en las novelas del Ciclo de Trantor.

### Viaje en el tiempo
El concepto de viaje en el tiempo hacia adelante o atrás, ha sido siempre un tema popular en el género de ciencia ficción y en series de televisión de ciencia ficción. El viaje temporal generalmente requiere el uso de algún tipo de tecnología avanzada, como en el clásico La máquina del tiempo o en la trilogía Back to the Future. Otras películas, como la serie Planet of the Apes, explica el viaje en el tiempo a partir de conceptos físicos como la dilatación temporal de la Teoría de la Relatividad Especial. Algunas películas muestran el viaje temporal utilizando algún tipo de fuente interna o poder personal, como las películas Donnie Darko y The Butterfly Effect.
Películas de viajes en el tiempo más convencionales utilizan la tecnología para traer vidas del pasado al presente. La película Iceman (1984) trata sobre la reanimación de un Neandertal, de forma similar a la película Pánico en el Transiberiano (1950) con Christopher Lee y Peter Cushing. El mismo tema se utilizó para la comedia El hombre de California (1992). La serie Jurassic Park retrató la clonación de formas de vidas prehistóricas a partir del ADN atrapado en ámbar. La película Freejack (1992) utiliza el viaje en el tiempo para secuestrar cuerpos un instante antes de su muerte y ser vendidos; un tema similar se utilizó en Millennium (1989).
Un tema común en los viajes temporales es la naturaleza paradójica del viaje. En la película francesa La Jetée (1962), muestra a una persona que puede ver su futuro mostrando a un niño que presencia la muerte de sí mismo. La Jetée fue la inspiración para Doce monos (1995), una película de Terry Gilliam sobre el viaje en el tiempo, la memoria y la locura. En Slaughterhouse-Five (1969), el personaje principal se separa del tiempo y viaja hacia adelante y atrás a través de su vida.
En la serie de Back to the Future, se explora el resultado de alterar el pasado, mientras que Star Trek VIII: Primer contacto, la tripulación debe salvar a la Tierra de su propio pasado alterado por extraterrestres viajantes en el tiempo. La serie The Terminator utiliza robots conscientes que viajan al pasado con intención de alterar el resultado futuro de una guerra entre robots y humanos matando a los futuros líderes de la resistencia humana. En El Efecto Mariposa el protagonista tiene lagunas mentales que con los años puede modificarlas y alterar toda su vida y la de los que le rodean.

## Ciencia ficción como crítica social. Utopías, distopías, ucronías, universos paralelos

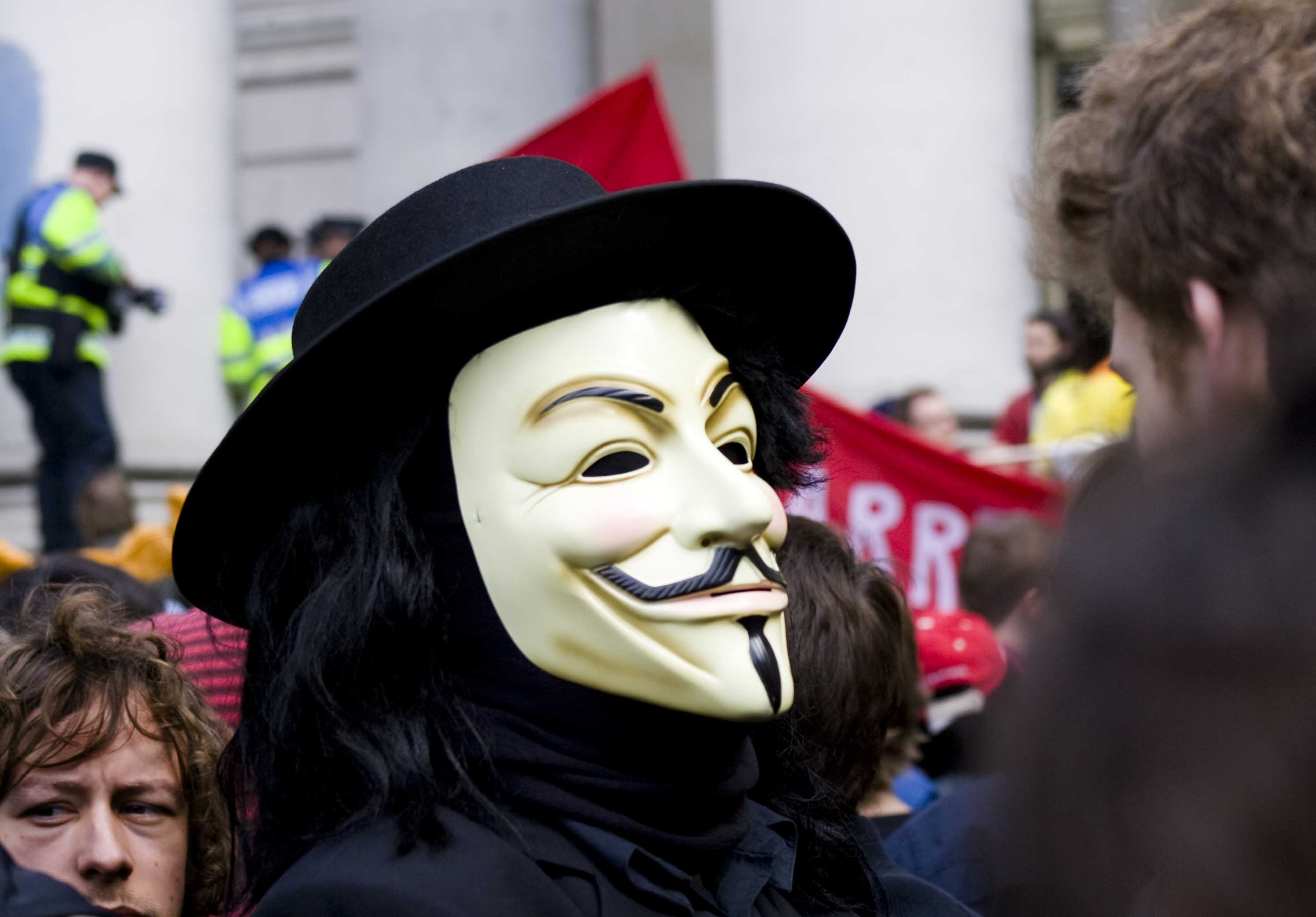
Manifestante que utiliza una máscara como la del protagonista de V for Vendetta en protesta por la reunión del G20 el 1 de abril de 2009.

El género de ciencia ficción ha servido como un vehículo para realizar comentarios sociales. La representación de cuestiones que son difíciles o molestas para una audiencia podían ser más aceptables cuando se exploraban en un escenario futuro o en mundo distinto. El contexto alterado puede permitir un examen más profundo y reflejar las ideas presentadas, con la perspectiva de un observador viendo escenas lejanas.
El tipo de crítica presente en una película de ciencia ficción a menudo ilustra las preocupaciones particulares del periodo en el que se realizaron. Las primeras películas de ciencia ficción expresaban los temores sobre la automatización que sustituía a los trabajadores y la deshumanización de la sociedad a través de la ciencia y la tecnología. Películas posteriores exploraban los miedos de una catástrofe ambiental o desastres producidos por la tecnología y como impactarían en la sociedad y los individuos.
Las películas de monstruos de los años 1950, como Godzilla (1954), servían dobles sobre los miedos de una guerra nuclear, el comunismo y otras visiones de la Guerra Fría. En los años 1970, las películas de ciencia ficción se convirtieron en una forma efectiva de satirizar aspectos sociales, donde Silent Running y Dark Star presentaban a hippies en el espacio como réplica a los tipos militaristas que habían dominado las primeras películas. En La naranja mecánica de Stanley Kubrick, se presentaba una visión horrenda de la cultura joven, retratando a una banda que se dedicaba a la violación y el asesinato, junto con escenas del condicionamiento psicológico forzado como crítica a las respuestas sociales al crimen. En Logan's Run se representaba a una sociedad libertina que practicaba la eutanasia como una forma de control de población y en The Stepford Wives (1975) anticipaba una reacción del movimiento de liberación de la mujer.
En Enemigo mío se demostraba que aquellos enemigos que se odiaban podían ser similares entre sí, aunque apareciesen como extraterrestres. Películas como 2001, Jurassic Park, Blade Runner y Tron examinaron los peligros de la tecnología avanzada, mientras que RoboCop, 1984 y Star Wars ilustraron los peligros del control político extremo. Tanto El planeta de los simios como The Stepford Wives criticaban la cultura y política de la sociedad contemporánea.
Las películas de ciencia ficción continúan explorando cuestiones sociales y políticas. Minority Report (2002), se enfocó en cuestiones sobre poder de la policía, privacidad y libertades civiles en un Estados Unidos futuro, tras algunos meses de los ataques terroristas del 11-S. En la distopía de FAQ: Frequently Asked Questions (2004), se mostraba una Europa gobernada por una sociedad matriarcal opresiva que prohibía todo tipo de contacto físico entre hombres y mujeres por motivos de higiene.
Tras los acontecimientos de la Guerra de Irak, el terrorismo internacional, el miedo de la gripe aviar y las leyes contra la inmigración, han aparecido películas, como V for Vendetta (2006) que se inspiraba en cuestiones controvertidas como la ley Patriot Act y la Guerra contra el terrorismo, mientras que la película Children of Men (2006) comentaba varios temas sociales como la xenofobia, la propaganda y la disonancia cognitiva. Distrito 9 realiza una crítica social sobre el apartheid africano.
La ciencia ficción también se ha usado como herramienta para criticar las creencias religiosas, como en The Man from Earth (2007), donde un hombre lleva viviendo 14.000 años gracias a una imparable capacidad de regeneración celular y puede juzgar las religiones y sus conceptos desde su larga perspectiva.

## Cine frente a la literatura
En las novelas y cuentos de ciencia ficción, el mundo narrativo difiere del mundo real o del histórico en al menos un modo significativo. Esta diferencia puede ser tecnológica, física, histórica, sociológica, filosófica, metafísica, pero generalmente no es mágica. La exploración de las consecuencias de tales diferencias es el propósito tradicional de la ciencia ficción. La literatura de ciencia ficción a veces depende del desarrollo de la historia, el conocimiento del lector y la discusión de conceptos abstractos que no son fáciles de transponer en el cine.
Cuando se compara la literatura de ciencia ficción, el cine de ciencia ficción confía menos de la imaginación humana y depende más las escenas de acción y los trasfondos exóticos y criaturas creadas mediante efectos especiales. Desde los años 1970, la audiencia ha llegado a esperar un nivel alto para los efectos especiales en las películas de ciencia ficción. En algunos casos películas clasificadas como ciencia ficción sobreponen un escenario exótico y futurista que de otro manera no sería una historia de ciencia ficción. No obstante, algunas películas de ciencia ficción críticamente aclamadas han seguido el camino de la literatura de la ciencia ficción, utilizando el desarrollo de la historia para explorar conceptos abstractos.

### Influencia de los escritores

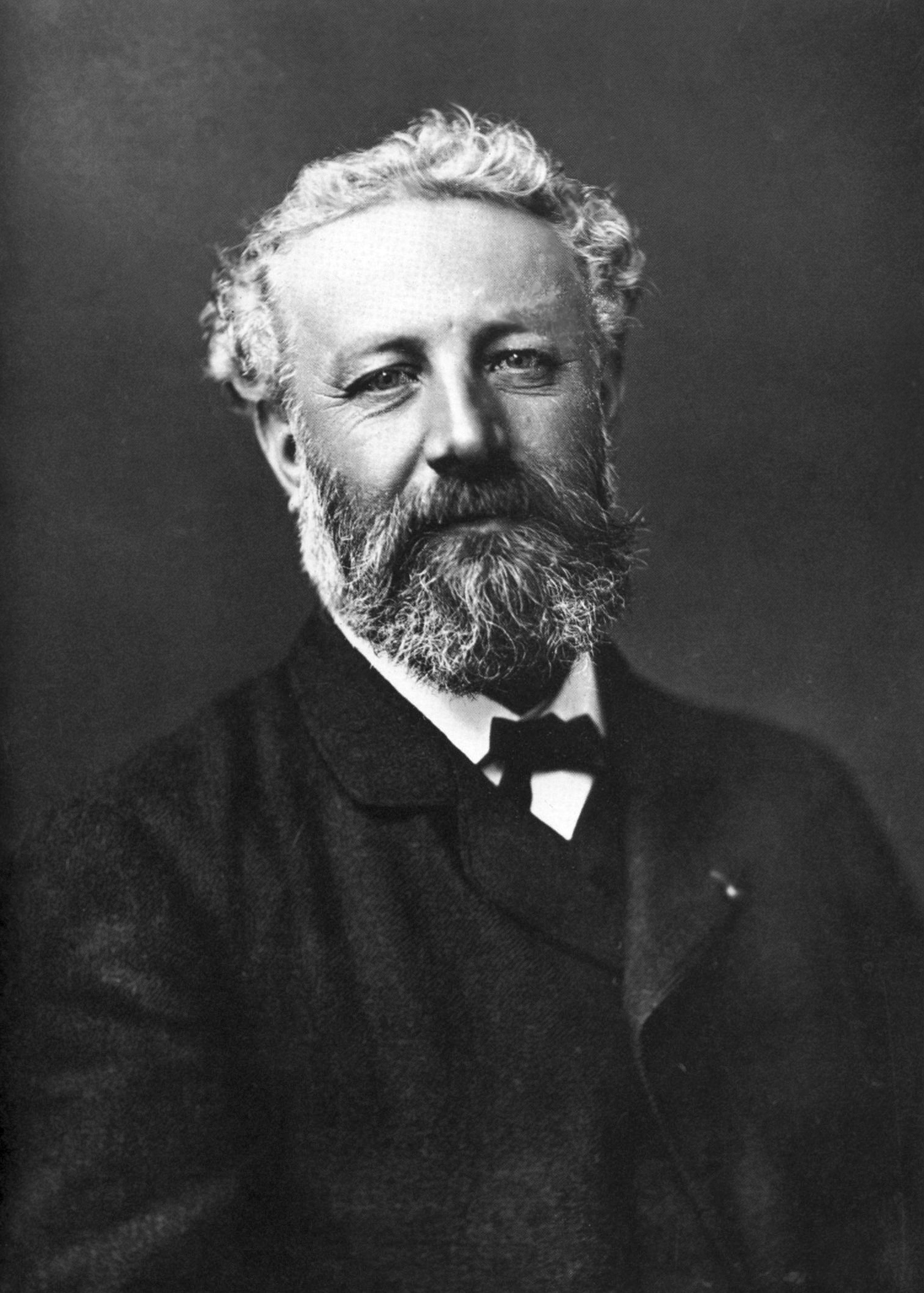
Julio Verne

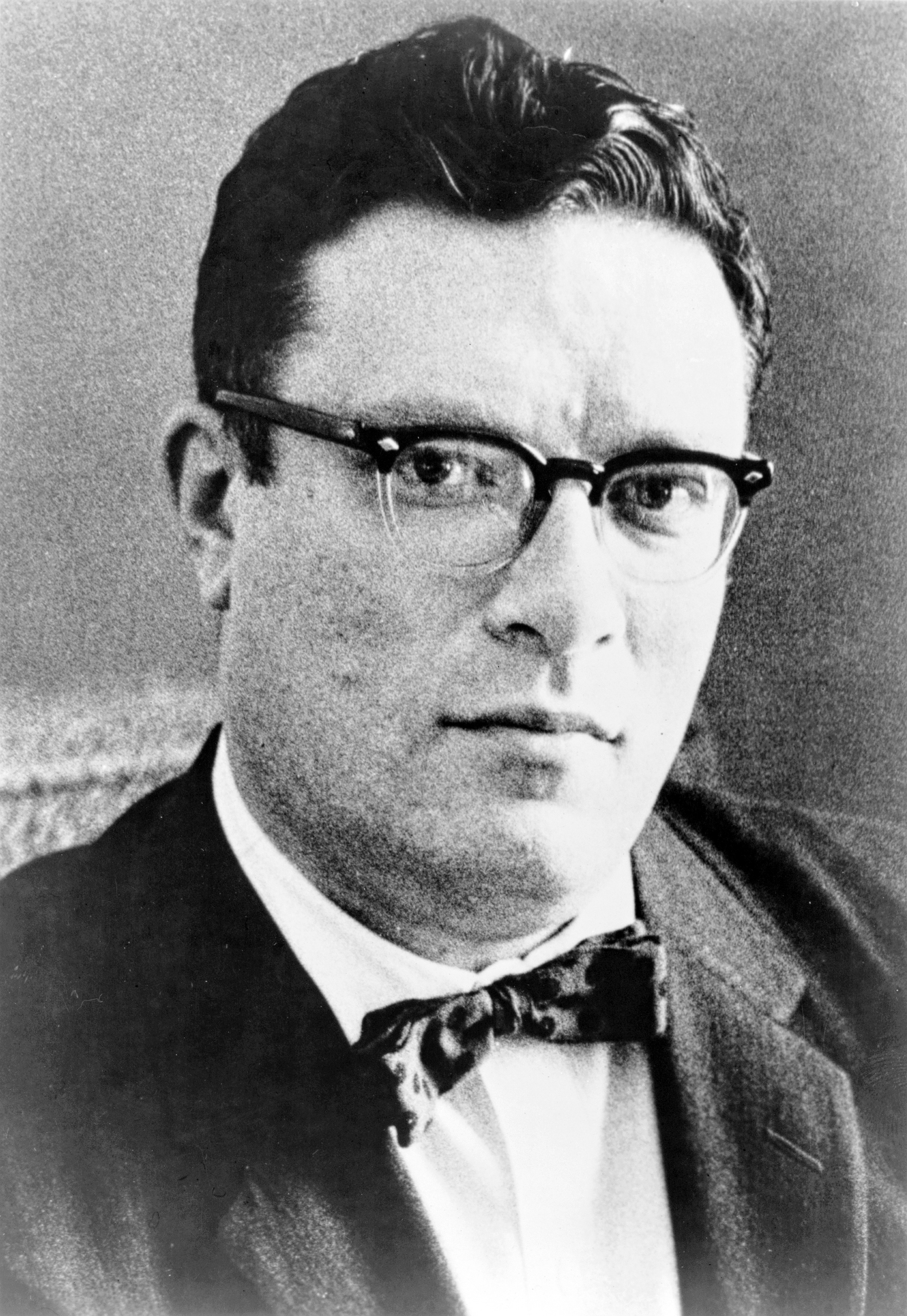
Isaac Asimov

Julio Verne fue el primer autor de ciencia ficción importante en ser adaptado al cine con Viaje a la Luna (1902) y Veinte mil leguas de viaje submarino (1907) que utilizaban los escenarios de Verne como marco para visuales de fantasía. Cuando la obra de Verne entró en el dominio público, las adaptaciones fueron tratadas como obras de época. Sus trabajos se adaptaron repetidamente desde entonces, como Veinte mil leguas de viaje submarino (1954), De la Tierra a la Luna (1958) y Viaje al centro de la Tierra (1959).
Las obras de H. G. Wells también ha sido adaptadas como El hombre invisible (1933), Things to Come (1936) y La isla del doctor Moreau en varias ocasiones. Su novela La guerra de los mundos fue adaptada en al menos cuatro ocasiones. La máquina del tiempo tuvo dos películas, en 1961 y 2002, mientras que El dormilón era una imitación de la novela The Sleeper Awakes de 1910.
Con la disminución del interés en películas de ciencia ficción en los años 1940, algunos autores de la Edad de Oro de la ciencia ficción fueron llevados al cine. Una novela de John W. Campbell fue la base para The Thing from Another World (1951). Robert A. Heinlein contribuyó con el guion de Destination Moon, aunque ninguna de sus obras principales serían adaptadas hasta la década de 1990: The Puppet Masters en 1994, Starship Troopers en 1997 y Predestination en 2014. La obra de Isaac Asimov influyó en películas como Star Wars y Star Trek, pero no se produjo una película de una obra suya hasta 1988 con Nightfall, una adaptación de su famoso cuento homónimo.
La adaptación del relato El centinela de Arthur C. Clarke, guionizada por él mismo y más tarde la novela 2001: A Space Odyssey ganó un Óscar a los mejores efectos visuales y ofreció una complejidad que no estaba asociada con el género de ciencia ficción en ese momento. Su secuela, 2010: The Year We Make Contact, aunque fue un éxito comercial, no ganó la admiración de la crítica; más tarde, sin embargo, se realizó una inquietante y bien resuelta adaptación en el formato de miniserie televisiva de su novela El fin de la infancia (2015) en tres capítulos, que él consideraba su obra maestra. Dos obras de Ray Bradbury se adaptaron en los años 1960: Fahrenheit 451, convertida en un clásico y El hombre ilustrado.
La obra del visionario Philip K. Dick ha sido utilizada en varias películas de éxito, a causa de su moderna temática (la desaparición y descomposición de la realidad), como Blade Runner (1982), Total Recall (1990), Abre los ojos (1997), con su remake Vanilla Sky (2001); Minority Report (2002), Paycheck (2003) y A Scanner Darkly (2006). A menudo, las películas son adaptaciones libres de la novela original, aunque A Scanner Darkly se aproxima a la historia de Dick.

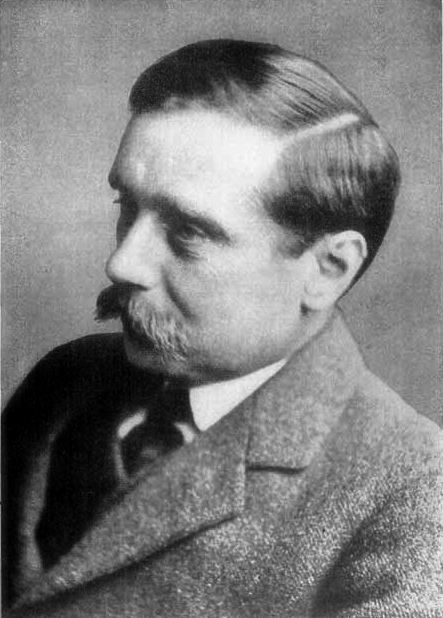
H.G. Wells
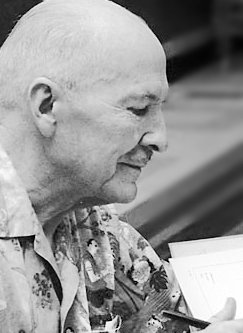
Robert A. Heinlein
Arthur C. Clarke
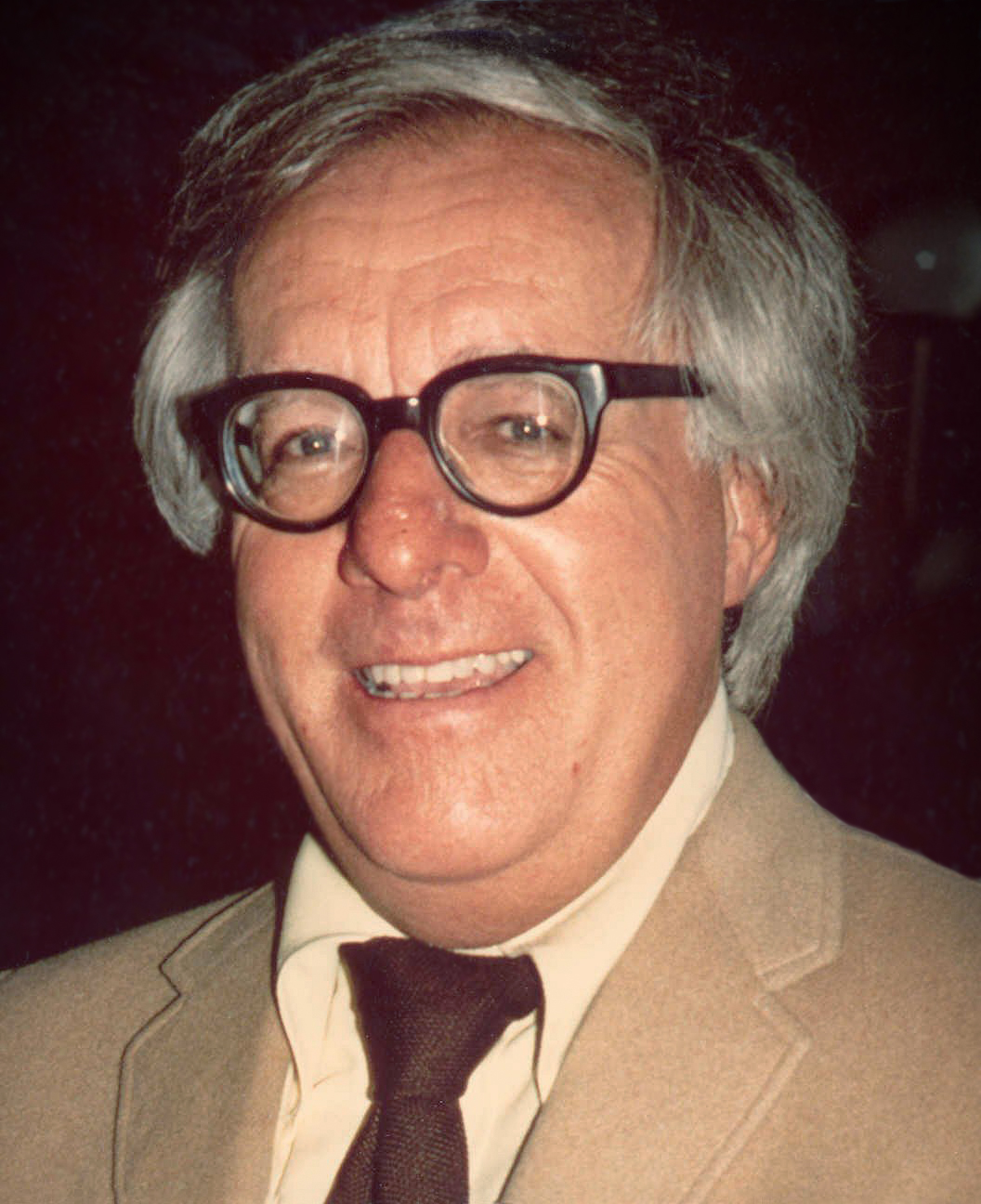
Ray Bradbury
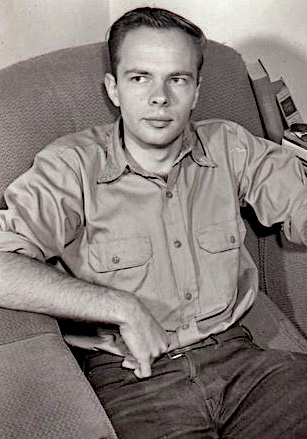
Philip K. Dick